# Rock Creek Auto & Wagon Works
Rock Creek Auto & Wagon Works war ein US-amerikanischer Hersteller von Automobilen.

## Unternehmensgeschichte
Das Unternehmen hatte laut einer Quelle den Sitz an der Pennsylvania Avenue 2613 in Washington, D.C. Es stellte von 1907 bis 1908 Automobile her. Eine andere Quelle gibt als Ort Alexandria in Virginia und als Bauzeitraum nur 1906 an. Der Markenname lautete Rock Creek. Im August 1908 kam es zur Insolvenz. Insgesamt entstanden nur wenige Fahrzeuge.

## Fahrzeuge
Im Angebot stand nur ein Modell. Es hatte einen Zweizylindermotor. Er war mit 18/20 PS angegeben. Der Aufbau war ein Runabout.